# スィイルトスポル
スィイルトスポル（トルコ語: Siirtspor）は、トルコ・スィイルトを本拠地とするサッカークラブである。

## 概要
1969年に設立され、アマチュアリグに参戦。1984年に3部リーグ（現在のTFF2.リグ）に昇格を決め、その翌年にはTFF1.リグに昇格。2000-01シーズンにはここで優勝しスュペル・リグに昇格したものの、1年で降格となった。その後は、降格を続け、アマチュアリグにまで転落した。

## 年度別リーグ
- スュペル・リグ: 2000–01
- TFF1.リグ: 1985-98, 1999-00, 2001-02
- TFF2.リグ: 1984-85, 1998-99, 2002-07
- TFF3.リグ: 2007-14
- アマチュアリグ: 1969-85, 2014-

## 歴代所属選手
- アルパイ・オザラン 1999-2000